# داريوس هندرسون
داريوس هندرسون (بالإنجليزية: Darius Henderson)‏ (7 سبتمبر 1981 المملكة المتحدة - ) هو لاعب كرة قدم بريطاني يلعب كمهاجم.

## روابط خارجية
- داريوس هندرسون على موقع قاعدة بيانات كرة القدم.إي يو (الإنجليزية)
- داريوس هندرسون على موقع Soccerbase.com (لاعب) (الإنجليزية)
- داريوس هندرسون على موقع Soccerway.com (الإنجليزية)
- داريوس هندرسون على موقع عالم كرة القدم.نت (الإنجليزية)